# Tripoli
Tripoli (AFI: /ˈtripoli/; in arabo طرابلس‎?, Ṭarābulus, anche Tripoli di Berberia - in arabo طرابلس ﺍﻟﻐﺮﺏ‎?, Ṭarābulus al-Gharb - o Tripoli di Occidente) è la capitale e la città più popolata della Libia, con più di tre milioni di abitanti nel 2019.
Sorge nella parte nord-occidentale del Paese al limitare del deserto, su una parte di terra rocciosa che si protende nel Mar Mediterraneo a formare una baia. Maggiore centro commerciale e manifatturiero del Paese, è sede universitaria. La città fu fondata nel VII secolo a.C. dai Fenici.

## Clima
Il clima è tipicamente mediterraneo, con estati calde e secche, inverni miti e precipitazioni modeste. Il suo clima è talvolta influenzato dai venti provenienti dal Sahara.

Eccezionalmente si sono verificate delle nevicate nel 1792, nel 1826, il 6 febbraio 1956 e il 6 febbraio 2012.
| Tripoli             | Mesi | Mesi | Mesi | Mesi | Mesi | Mesi | Mesi | Mesi | Mesi | Mesi | Mesi | Mesi | Stagioni | Stagioni | Stagioni | Stagioni | Anno |
| Tripoli             | Gen  | Feb  | Mar  | Apr  | Mag  | Giu  | Lug  | Ago  | Set  | Ott  | Nov  | Dic  | Inv      | Pri      | Est      | Aut      | Anno |
| ------------------- | ---- | ---- | ---- | ---- | ---- | ---- | ---- | ---- | ---- | ---- | ---- | ---- | -------- | -------- | -------- | -------- | ---- |
| T. max. media (°C)  | 18   | 19   | 21   | 24   | 27   | 30   | 32   | 33   | 31   | 28   | 23   | 19   | 18,7     | 24       | 31,7     | 27,3     | 25,4 |
| T. min. media (°C)  | 9    | 10   | 11   | 14   | 17   | 20   | 22   | 23   | 21   | 18   | 13   | 10   | 9,7      | 14       | 21,7     | 17,3     | 15,7 |
| Precipitazioni (mm) | 62   | 32   | 30   | 14   | 5    | 1    | 1    | 0    | 17   | 47   | 58   | 68   | 162      | 49       | 2        | 122      | 335  |
| Giorni di pioggia   | 9    | 6    | 5    | 3    | 2    | 1    | 0    | 0    | 2    | 7    | 7    | 9    | 24       | 10       | 1        | 16       | 51   |

## Geografia fisica

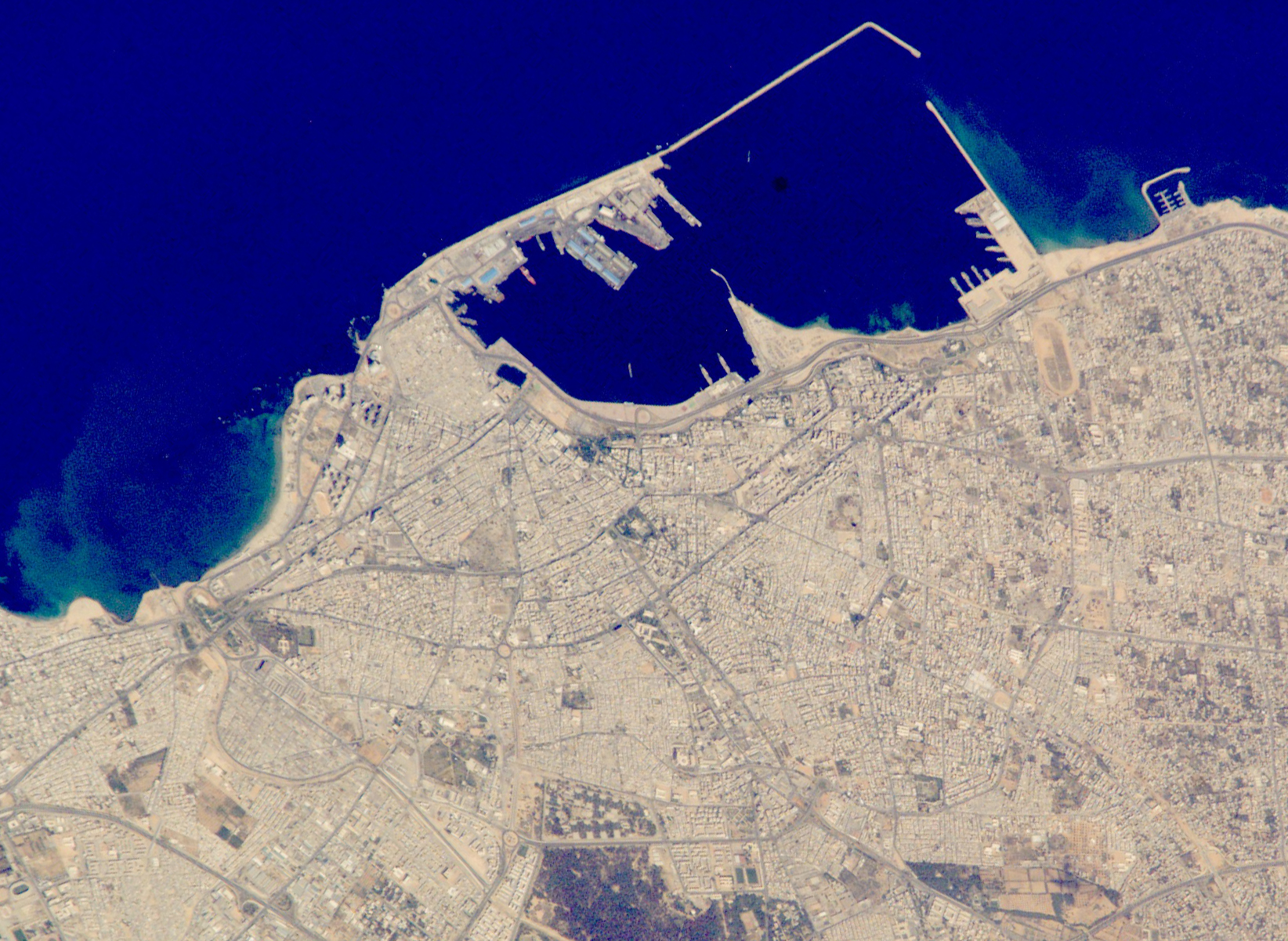
Tripoli dal satellite.

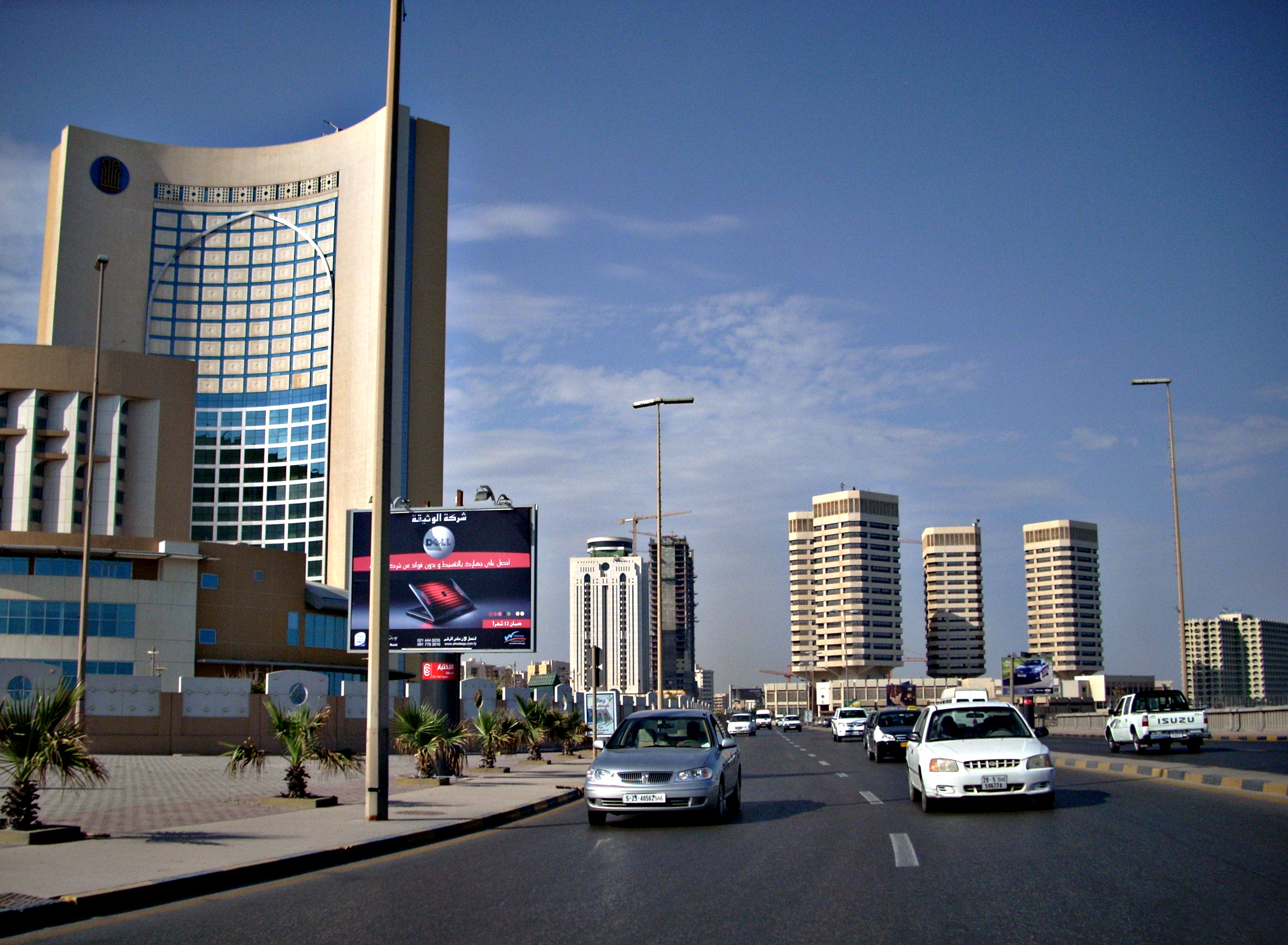
Centro moderno di Tripoli.

Tripoli si trova all'estremità occidentale della Libia vicino al confine con la Tunisia, nel continente africano. Oltre un migliaio di chilometri separa Tripoli dalla seconda città più grande della Libia, Bengasi. Oasi costiere si alternano a zone sabbiose e lagune lungo le coste della Tripolitania, per più di 300 chilometri.
Fino al 2007, la "Shaʿbiyya" comprendeva la città, le sue periferie e le loro immediate vicinanze. Nei sistemi amministrativi più antichi, e nel corso della storia, esisteva una provincia ("Muḥāfaẓa"), un distretto ("Wilāya") o città-stato, con una superficie molto più grande (anche se i confini non erano costanti), che viene a volte erroneamente indicato come Tripoli, ma più appropriatamente dovrebbe essere chiamato Tripolitania.

## Storia

### Fondazione ed era antica

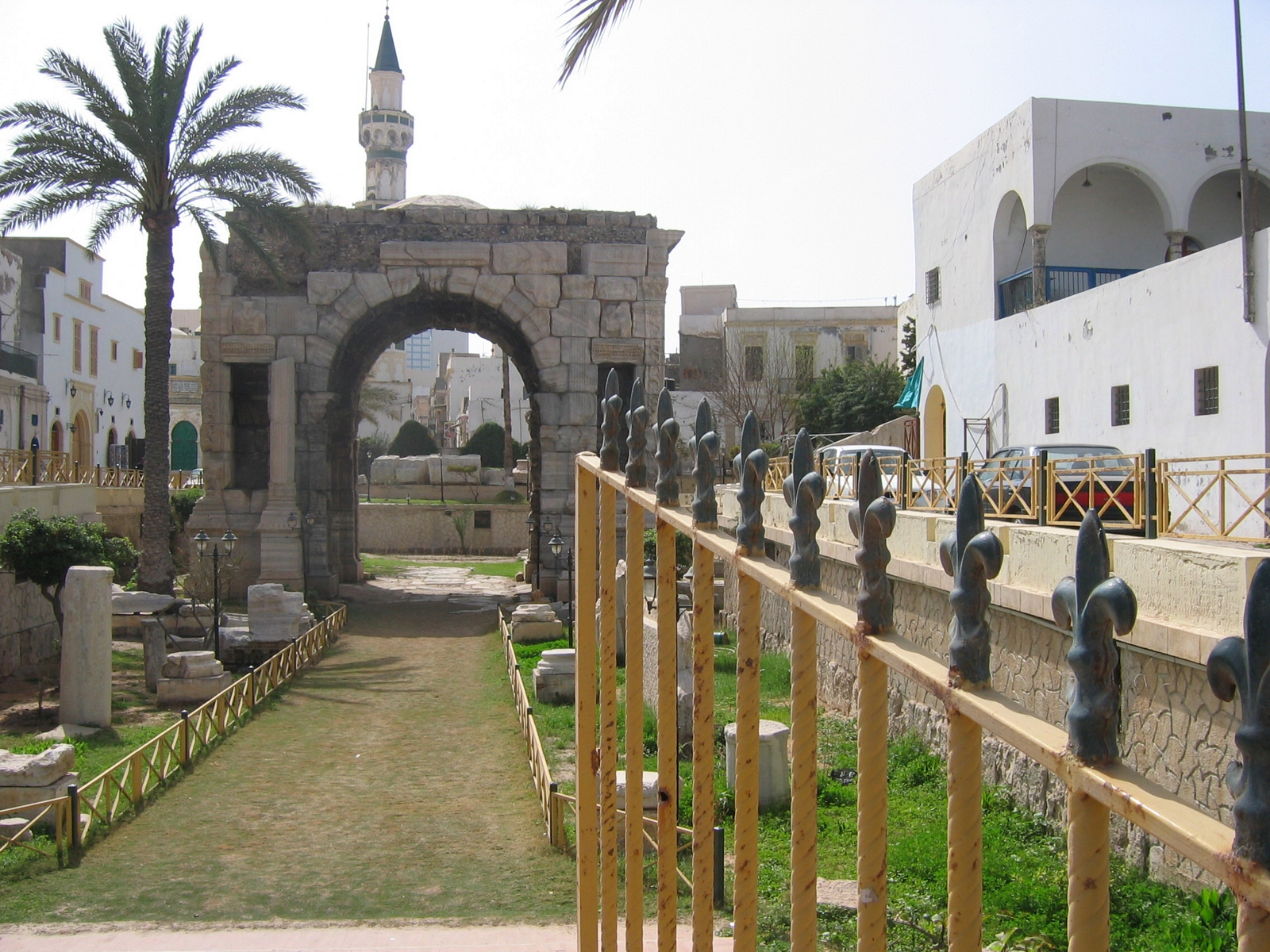
Tripoli: l'arco dell'imperatore Marco Aurelio.

La città venne fondata nel VII secolo a.C. dai Fenici, che la chiamarono Oyat. I Fenici probabilmente furono attratti dal suo porto naturale, affiancato sulla sponda occidentale da una piccola e facilmente difendibile penisola, sulla quale stabilirono la propria colonia.
Dai fenici, Tripoli passò nelle mani dei signori di Cirenaica, che se la videro strappare dai Cartaginesi.
A partire dal II secolo a.C. la città, ribattezzata Oea, appartenne a Roma, che la incluse nella provincia africana, a cui diede il nome di Regio Syrtica. Attorno all'inizio del III secolo d.C., questa divenne nota come Regio Tripolitana, ovvero tre città, per via delle sue tre città principali, Oea, Sabrata e Leptis, che facevano lega assieme. Venne probabilmente innalzata al rango di provincia separata da Settimio Severo, che era nativo di Leptis.
Malgrado secoli di dominazione romana, l'unico resto romano visibile, oltre a colonne e capitelli (di solito integrati negli edifici successivi), è l'arco di Marco Aurelio dal II secolo d.C.. Il fatto che Tripoli sia stata continuamente abitata, a differenza per esempio di Sabratha e Leptis Magna, ha fatto sì che gli abitanti abbiano utilizzato i resti antichi come materiale di costruzione, o più semplicemente siano stati seppelliti sotto strade e costruzioni successive.
Evidenze storiche suggeriscono che la regione Tripolitania attraversasse un certo declino economico durante il V e VI secolo, in parte a causa dei disordini politici diffusi in tutto il mondo mediterraneo a seguito del crollo dell'Impero romano d'Occidente, e in parte per la pressione da Vandali invasori.

### Medioevo
Come il resto del Nord Africa, venne conquistata dai musulmani Arabi all'inizio dell'VIII secolo.
Nel 1146 una grossa flotta siciliana, al comando di Giorgio d'Antiochia, ammiraglio di Ruggero II di Sicilia, partì da Trapani e conquistò Tripoli, che rimase sino a fine secolo sotto il controllo del Regno di Sicilia.

### Dominio ottomano
La provincia ottomana (vilāyet) di Tripoli (comprendente la dipendenza del sangiaccato di Cirenaica) giaceva lungo la costa meridionale del Mar Mediterraneo, tra la Tunisia ad ovest e l'Egitto ad est. Oltre alla città, l'area comprendeva la Cirenaica (l'altopiano di Barca), la catena di oasi nella depressione di Augila, il Fezzan, e le oasi di Gadames e Ghat, separate da distese di sabbia e pietre.
Nel 1510 Tripoli venne conquistata per il Regno di Spagna da Don Pietro Navarro e, con l'obiettivo di contrastare la pirateria nel Mediterraneo, nel 1523 venne assegnata ai Cavalieri di San Giovanni, che erano stati espulsi dagli ottomani dalla loro roccaforte sull'isola di Rodi. 
Trovandosi in un territorio molto ostile, i Cavalieri rinforzarono le mura della città e altre strutture difensive. Anche se costruite sopra una serie di edifici più antichi (compreso un bagno pubblico romano), gran parte delle prime strutture difensive del castello di Tripoli (o "al-Sarāya al-Ḥamrāʾ", cioè, il "Castello Rosso") sono attribuite ai Cavalieri di San Giovanni di Gerusalemme.

I cavalieri tennero la città con difficoltà fino al 1551, quando furono costretti ad arrendersi agli ammiragli turco-barbareschi Sinan e Dragut.
Dal 1557 Dragut divenne bey di Tripoli, che sotto il suo governo, divenne una delle più importanti città del Nordafrica. La città da quel momento entrò a far parte degli Stati turco-barbareschi, terrore delle marine cristiane. Dragut, morto nel 1565 durante l'assedio di Malta, fu sepolto nella moschea di Tripoli, fatta costruire dallo stesso bey vicino alla porta di Bāb al-Baḥr.

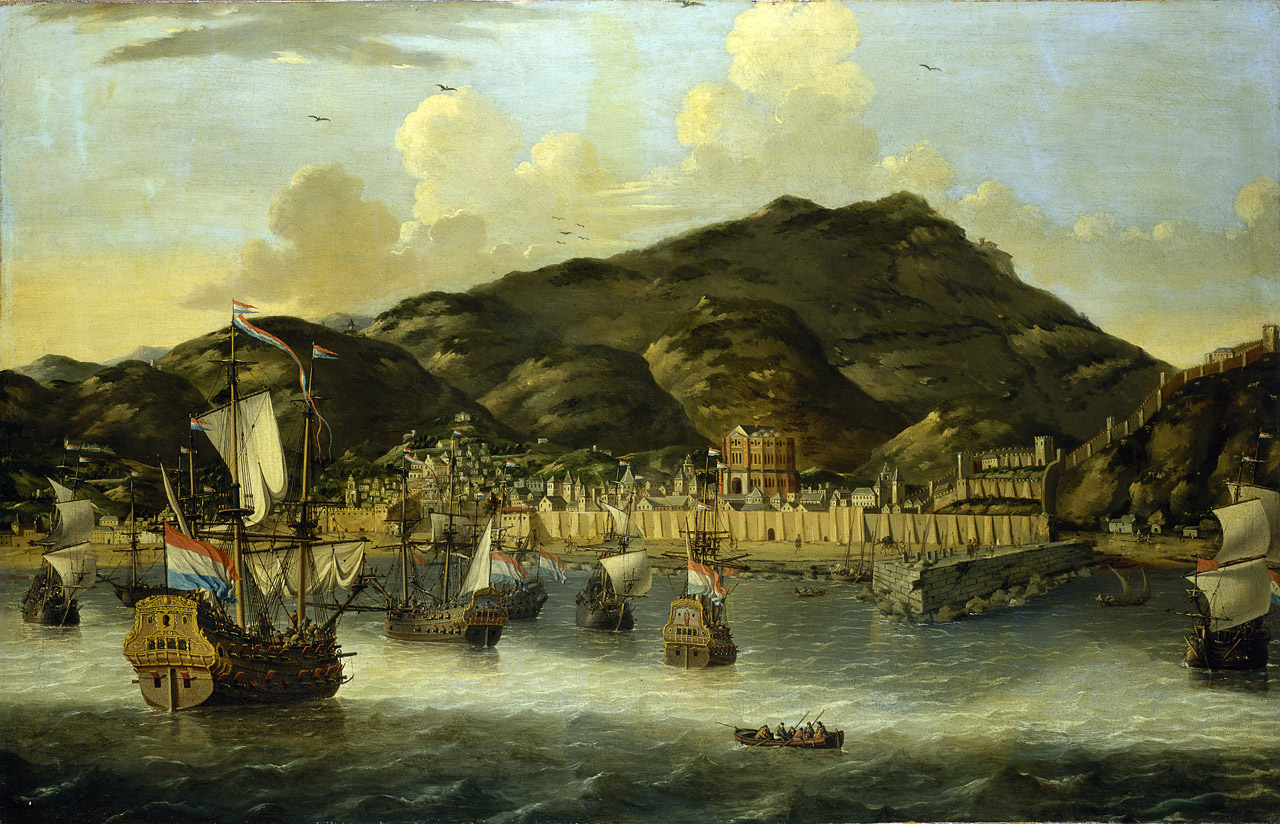
Navi olandesi nel porto di Tripoli nel 1650.

Filippo II di Spagna si impegnò in un tentativo di riconquista di Tripoli, naufragato nella battaglia di Gerba nel 1560. Non riuscì neppure il tentativo del 1675 della marina inglese, guidata dall'ammiraglio John Narborough.
Nel 1711, Ahmed Karamanli, un ufficiale dei giannizzeri di origine turca, uccise il governatore ottomano, il Pascià, e si stabilì come governatore della regione della Tripolitania. Nel 1714 Ahmed Karamanli assunse il titolo di bey, e stabilì un governo semi-indipendente dal Sultano. 

Questo ordine di cose continuò con i suoi successori, accompagnato da atti corsari sempre più audaci, fino al 1835, quando l'Impero ottomano si avvantaggiò di una lotta intestina alla città per riaffermare la propria autorità sulla città. Venne nominato un nuovo pascià turco, con poteri da viceré, e lo Stato divenne una vilayet dell'Impero ottomano che comprendeva, oltre alla città stessa, l'area della Cirenaica, la catena di oasi nella depressione Aujila, Fezzan e le oasi di Gadames e Ghat.
Nella prima parte del XIX secolo la reggenza di Tripoli, a causa delle sue pratiche piratesche, venne coinvolta in due occasioni in un conflitto con gli Stati Uniti. Nel maggio 1801 il pascià richiese un aumento del tributo (83.000 dollari) che il governo statunitense pagava sin dal 1796 per la protezione dei suoi commerci dalla guerra di corsa. La richiesta venne rifiutata, e una forza navale venne inviata dagli USA per imporre un blocco navale a Tripoli. 

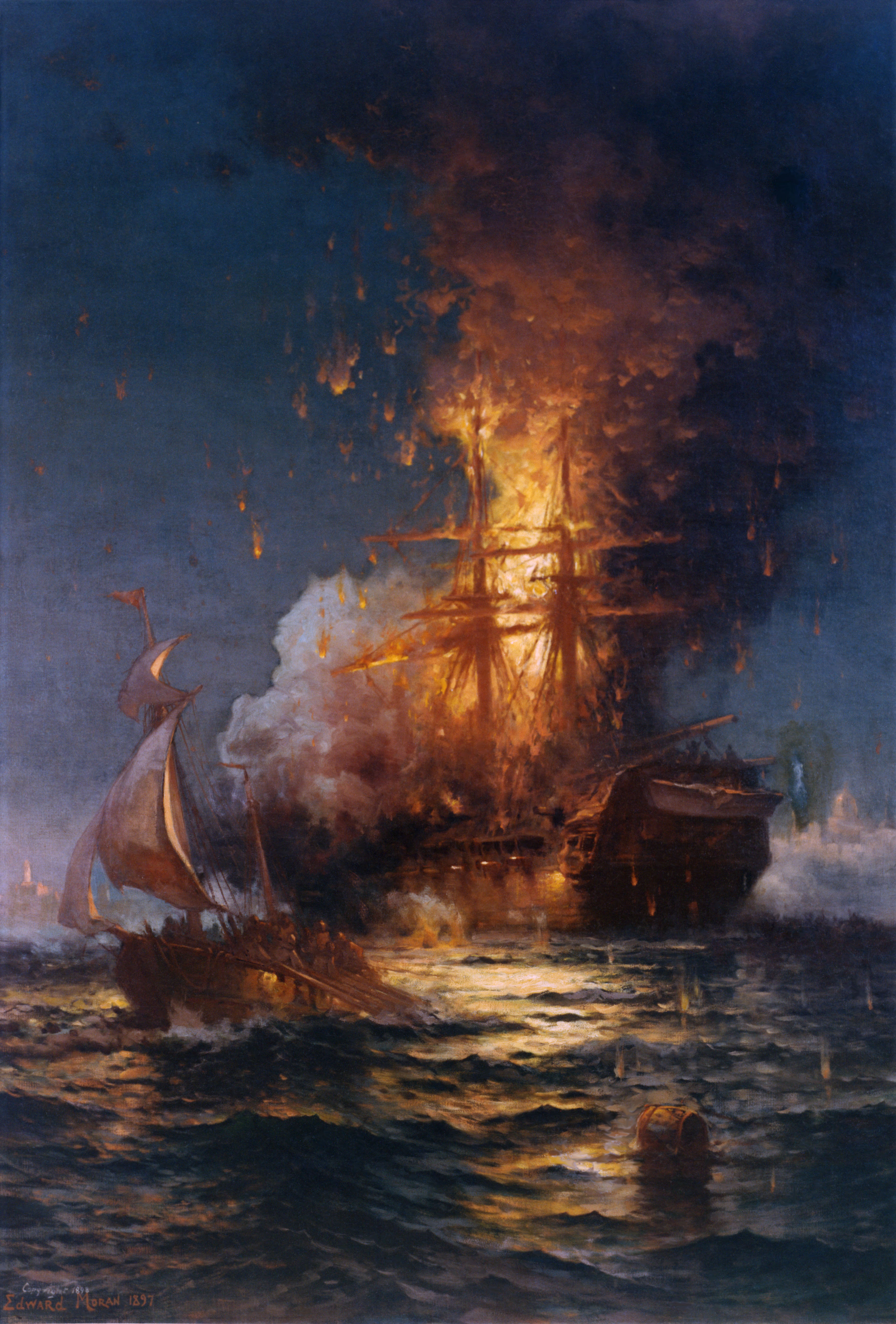
L'incendio della USS Philadelphia.

La guerra si trascinò per quattro anni, durante i quali, gli americani nel 1803 persero una fregata, la Philadelphia, il cui comandante (Capitano William Bainbridge) e l'intero equipaggio vennero fatti prigionieri. Il 3 giugno 1805 a Tripoli venne firmato un trattato di pace; il pascià regnante accantonò le sue precedenti richieste, ma ottenne 60.000 dollari come riscatto per i prigionieri della Philadelphia.
Nel 1815, come conseguenza di ulteriori violazioni, ma anche per vendicare l'umiliazione subita, gli statunitensi attaccarono nuovamente Tripoli, costringendo il pascià ad aderire alle richieste degli Stati Uniti.
Nel 1825 Tripoli fu nuovamente colpita per la violazione degli accordi sulla guerra di corsa, stavolta dalla marina del Regno di Sardegna.
Nel 1835 i turchi sfruttarono una guerra civile locale per riaffermare la loro autorità diretta, e dopo quella data Tripoli fu sotto il controllo diretto della Sublime porta, anche per via del fallimento delle ribellioni del 1842 e del 1844. Dopo l'occupazione della Tunisia da parte dei francesi (1881), gli ottomani aumentarono considerevolmente la loro guarnigione a Tripoli.

### Dominazione italiana

Tripoli, corso Vittorio Emanuele III, durante la colonizzazione italiana.

L'Italia, già dalla fine del XIX secolo, sosteneva che Tripoli ricadeva nella propria zona di influenza, e che l'Italia avesse il diritto di mantenere l'ordine all'interno dello Stato. Con il pretesto di proteggere i cittadini italiani che vivevano a Tripoli dalle azioni del governo ottomano, il 29 settembre 1911 il governo di Roma dichiarò guerra alla Turchia. A Tripoli erano attive già dagli anni Settanta due scuole italiane. La scuola femminile ebbe come direttrice sino al 1932 l'ebrea di origini livornesi Carolina Nunes Vais.
La guerra italo-turca, scoppiata il 29 settembre 1911 condusse all'occupazione stabile della città il 5 ottobre da parte del Regno d'Italia. Tale occupazione venne riconosciuta in via definitiva a livello internazionale con il trattato di Losanna del 1923.
Nell'ambito della campagna di Libia dal maggio 1918 nasce la 286ª Squadriglia del Corpo Aeronautico italiano dotata di idrovolanti FBA Type H.
Durante questo periodo, Tripoli vide nascere le ferrovie per Tagiura, Vertice 31 e Zuara registrando una notevole italianizzazione che portò i tripolini di origine italiana a rappresentare il 37% dell'intera popolazione cittadina. Nel 1938 Tripoli aveva 108.240 abitanti, di cui 39.096 italiani. Nel quartiere Belcher e nel sobborgo a oriente del quartiere Dahra si trovavano numerosi musulmani, mentre i Maltesi erano concentrati nel quartiere Dahra. Vi erano anche Greci (ortodossi), ebrei, arabo-berberi. Non vi era una netta separazione nella città vecchia tra i quartieri arabi ed ebrei, né tra questi e quelli abitati dai Greci e dai Maltesi; tuttavia gli Ebrei erano localizzati nei quartieri della Hara Chebira (Ḥāra kabīra: quartiere grande) e della Hara Seghira (Ḥāra ṣaghīra: quartiere piccolo). Le sinagoghe erano tutte accentrate nella Hara Chebira.

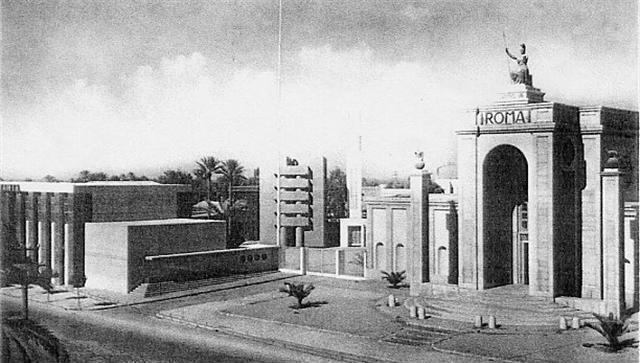
Fiera Internazionale di Tripoli.

Tripoli fu interessata da un notevole sviluppo architettonico ed urbanistico durante il dominio italiano: nei primi anni 1920 furono creati un sistema di depurazione, che fino ad allora mancava, e un moderno ospedale.
Grandi lavori, eseguiti in massima parte nel 1922, fecero di Tripoli uno dei migliori e capaci porti dell'Africa settentrionale mediterranea, con ampio fondale e banchina.
Lungo la costa, tra il 1937 e il 1938, fu costruita una sezione della litoranea Balbia, che andava dalla frontiera con la Tunisia fino al confine con l'Egitto. Sempre sotto il dominio italiano fu costruito il primo Aeroporto di Tripoli.
Inoltre, al fine di promuovere l'economia di Tripoli, nel 1927 fu istituita la Fiera internazionale di Tripoli, che è considerata la più antica Fiera in Africa. Il Padiglione di Roma alla fiera di Tripoli (1929) è opera di Alessandro Limongelli.
Nell'aprile 1941 era sede della 145ª Squadriglia idrovolanti sui CANT Z.501 della Regia Aeronautica.

### Controllo britannico
Tripoli fu amministrata dall'Italia fino al 1943, quando le province di Tripolitania e Cirenaica caddero in mano agli alleati. Anche Tripoli fu occupata dalle truppe della Ottava Armata britannica, che vi entrarono il 23 gennaio del 1943.
Tripoli fu poi governata da Londra fino all'indipendenza nel 1951. Secondo i termini del trattato di pace del 1947 con gli Alleati, l'Italia rinunciò a tutte le sue pretese sulla Libia.

### Indipendenza
Dopo l'occupazione britannica, la comunità italiana rimase a Tripoli - seppur declinante progressivamente nel tempo - fino al 1970, quando, in seguito alla presa del potere da parte di Mu'ammar Gheddafi, avvenuta nell'estate dell'anno precedente, subì l'espulsione dal Paese e la confisca di tutti i propri beni, che investì anche quelli della Chiesa cattolica (la cattedrale di Tripoli fu trasformata in moschea).
Caduta nel 1969 la monarchia, la città fu la capitale della Repubblica araba di Libia e, sotto il governo panarabo e anti-occidentale del capitano Muʾammar Gheddafi, fu fatta segno di un attacco aereo da parte degli Stati Uniti nel 1986, quale rappresaglia per il sostegno libico assicurato al terrorismo. Le sanzioni delle Nazioni Unite contro la Libia furono tolte nel 2003. In seguito al conflitto civile che ha insanguinato il Paese nel 2011, la città viene completamente liberata il 29 agosto 2011 dalle ultime sacche di resistenza fedeli all'ex raʾīs libico. Precipita nuovamente la situazione nel 2014, quando in seguito al colpo di Stato del generale Khalifa Belqasim Haftar il quale occupa il palazzo del parlamento, si innescano scontri tra diverse fazioni di milizie islamiche e laiche, alcune delle quali avevano combattuto il regime di Gheddafi nel 2011 e contribuito alla sua caduta.

## Monumenti e luoghi d'interesse

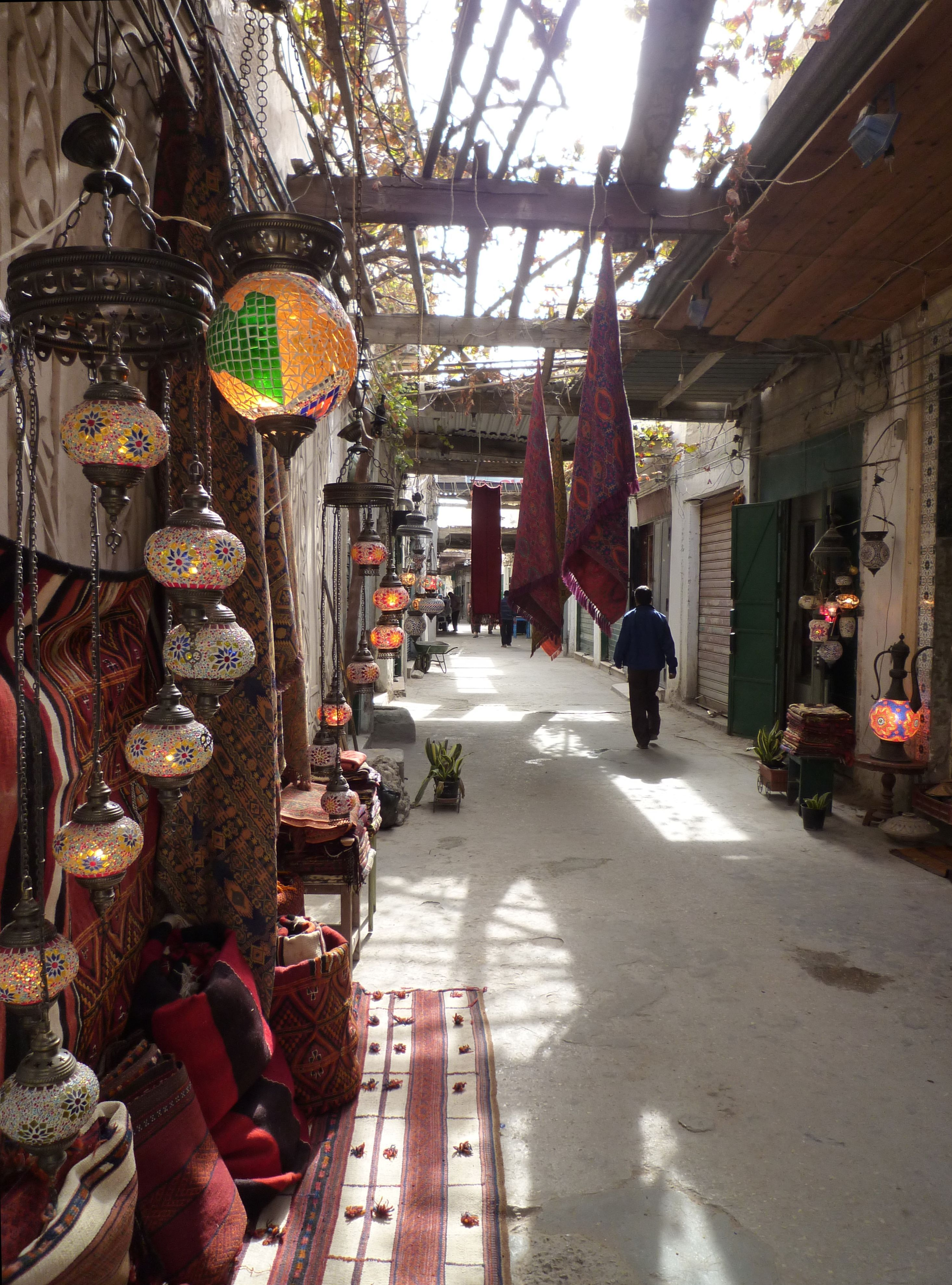
Medina

Centro storico della città, la medina, è ancora poco interessata dal turismo di massa, anche se inizia ad attirare sempre più visitatori provenienti dall'estero, in seguito alla revoca dell'embargo delle Nazioni Unite nel 2003.
Il Castello Rosso (al-Sarāya al-Ḥamrāʾ), un vasto complesso palazzo con numerosi cortili, domina l'orizzonte della città ed è situato nella periferia di Medina. Ci sono alcune statue classiche e fontane del periodo ottomano sparsi intorno al castello. Il Museo della Giamahiria, ospitato all'interno del castello, è chiuso dal 2011, in seguito agli eventi della Guerra Civile in Libia.
Tre porte cittadine danno accesso al centro storico: Bāb Zanāta a ovest, Bāb Hawāra nel sud-est e Bāb al-Baḥr a nord. Le mura della città sono ancora intatte e possono essere utilizzate per godere della vista della città. Il bazar è anche noto per la sua ceramica tradizionale; gioielli e gli abiti possono essere trovati nei mercati locali.
Al periodo coloniale italiano risalgono, tra gli altri, la cattedrale di Tripoli (convertita in moschea nel 1970), la chiesa di San Francesco, la galleria De Bono, il Grand Hotel Tripoli e il palazzo del Governatore oltre che lo scomparso Real Teatro Miramare e la fontana della Gazzella. Tra i luoghi di culto di maggior rilievo vi sono anche la chiesa di Santa Maria degli Angeli, la moschea di Gurgi e la moschea dei Caramanli.

## Economia

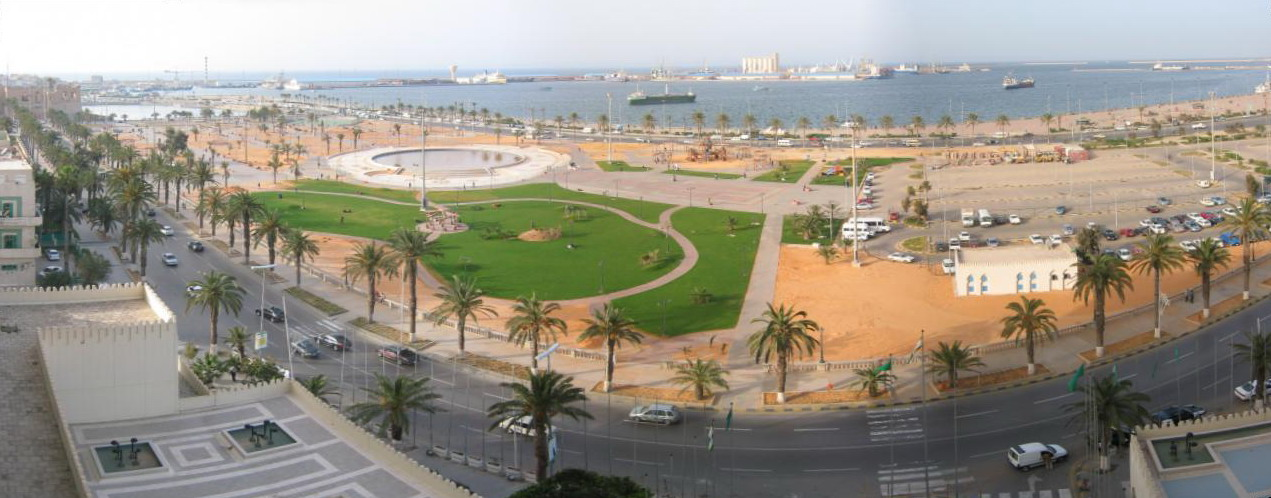
Porto di Tripoli

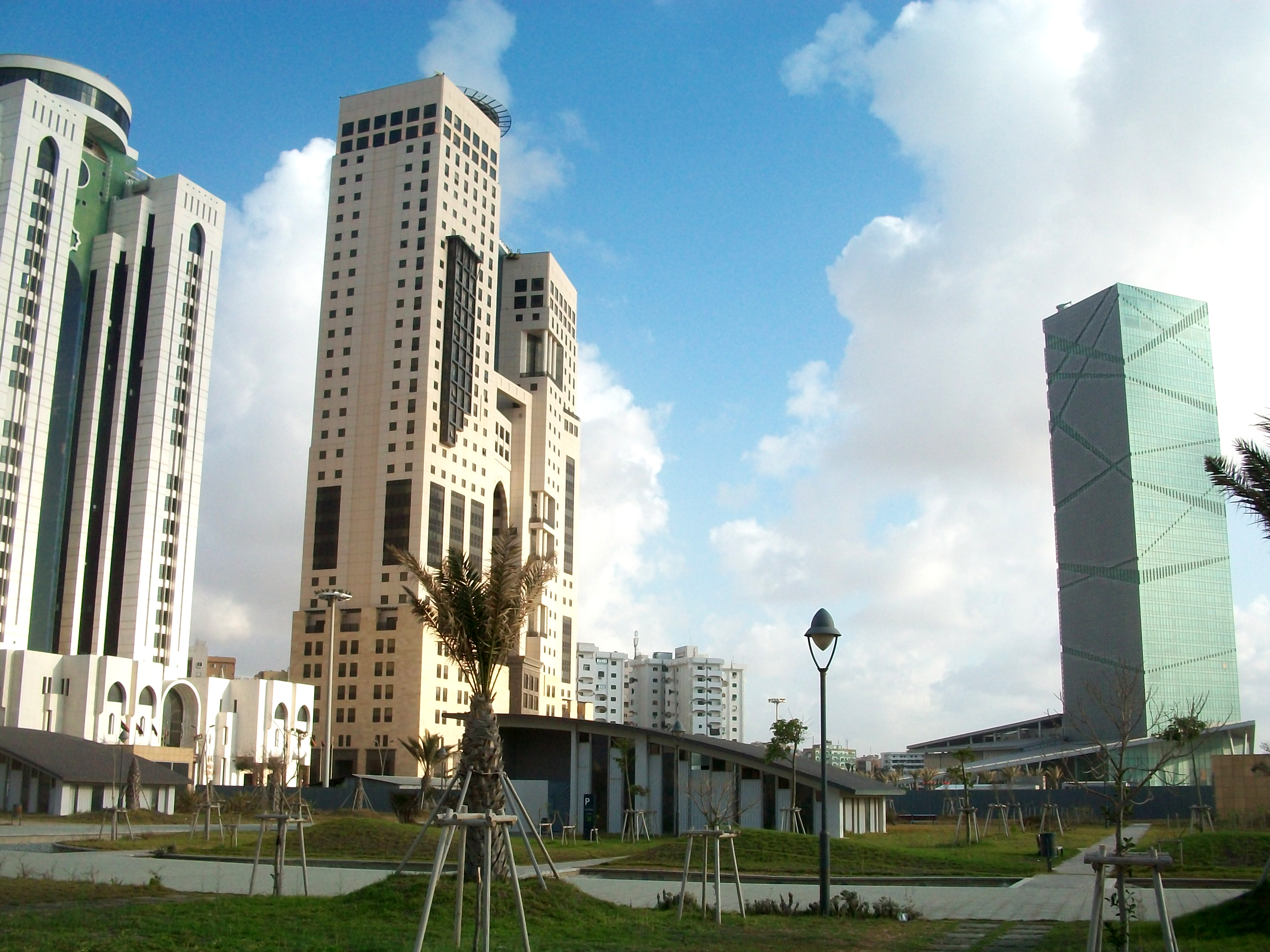
Centro direzionale per gli affari di Tripoli

Tripoli è la città più popolosa, il principale porto marittimo e il più grande centro commerciale e manifatturiero della Libia. Inoltre è sede del governo nazionale e dell'Università di Tripoli.
Le principali industrie manifatturiere operano nei settori della trasformazione alimentare, dei prodotti tessili, dei materiali da costruzione, abbigliamento e prodotti del tabacco.

## Infrastrutture e trasporti
La città è servita dall'Aeroporto di Tripoli, e dal più piccolo aeroporto di Mitiga, mentre le ferrovie realizzate durante la colonizzazione italiana sono state totalmente abbandonate e dismesse.

## Amministrazione

### Gemellaggi
| - Algeri - Belgrado - Belo Horizonte - Beirut - Bogotà | - Dubai - Smirne - Madrid - Sarajevo |